# Ponuda i potražnja
Ponuda i potražnja je ekonomski model određivanja cijene na tržištu. Zaključak modela je da će u tržišnoj ekonomiji jedinična cijena za određeno dobro varirati dok se ne smiri u točki gdje će količina koju zahtijevaju kupci (po trenutačnoj cijeni) biti jednaka količina isporučenoj od strane proizvođača (po trenutačnoj cijeni), što rezultira tržišnom ravnotežom cijene i količine.
Četiri osnovne zakonitosti ponude i potražnje su:
1. Ako potražnja raste a opskrba ostaje nepromijenjena, to vodi do više ravnoteže cijena i količina (više cijene robe).
2. Ako se potražnja smanjuje a opskrba ostaje nepromijenjena, to vodi do niže ravnoteže cijena i količina (niže cijene robe).
3. Ako ponuda raste a potražnja ostaje nepromijenjena, to vodi do niže ravnoteže cijena i količina (niže cijene robe).
4. Ako ponuda pada a potražnje ostaje nepromijenjena, to vodi do više ravnoteže cijena i količina (više cijene robe).

## Povijest
U svom eseju iz 1870. godine "O grafičkom prikazu ponude i potražnje", Fleeming Jenkin je u poglavlju "Uvođenja grafičke analize (dijagrama) u englesku ekonomsku literaturu" objavio prvi crtež krivulje ponude i potražnje, uključujući komparativnu analizu pomaka ponude ili potražnje i primjenu na tržište rada. Model je dalje razvio i popularizirao Alfred Marshall u svom udžbeniku iz 1890. godine "Načela ekonomike".